# 카스티야라만차주
카스티야라만차주(스페인어: Castilla-La Mancha)는 스페인의 광역자치주이다. 카스티야이레온주와 마드리드주, 아라곤주, 발렌시아주, 안달루시아주, 무르시아주와 접경을 마주하고 있다. 스페인의 자치 지방 중 가장 인구 밀도가 낮은 곳에 속한다. 중심도시는 톨레도이고 인구가 가장 많은 도시는 알바세테이다.
카스티야라만차는 원래 마드리드와 함께 카스티야 라 누에바 지방(스페인어: Castilla la Nueva, 새로운 카스티야)을 이루고 있었지만, 두 자치체 사이의 인구 밀도가 너무 크기 때문에 자치 지방을 정비하면서 분리되었다. 카스티야라만차로 정비되면서 옛 라만차 지역 외에도 원래 무르시아 지방에 속했던 알바세테도가 편입되었다.
세르반테스의 소설 돈키호테덕분에 세계적으로 널리 알려진 라만차는 바람이 많은 고원이다. 돈키호테와 더불어 초원과 풍차로 이루어진 특유의 풍광과, 포도원, 해바라기, 버섯, 올리브 과수원, 만체고 치즈와 같은 라만차의 특산물은 스페인 문화의 상징이 되었다.

## 역사
카스티야라만차 지방은 8세기에서 14세기 무렵까지 무슬림의 땅이었다. 레콘키스타의 일환으로 1000년 무렵부터 많은 전쟁이 벌어졌으며,  1492년 이사벨 1세가 그라나다 왕국을 점령하면서 레콘키스타가 마무리되었다.
레콘키스타가 진행되는 과정에서 톨레도 타이파의 영토였던 라만차는 카스티야 왕국과 아라곤 왕국의 영토가 되어 카스티야 라 누에바의 일부가 되었다.  1085년 톨레도가 점령되었고, 1177년에는 쿠엥카가 점령되었다. 1212년에는 카스티야의 알폰소 8세가 라스 나바스 데 톨로사 전투에서 승리하여 그라나다 왕국이 있던 안달루시아 지역을 제외한 대부분의 지역이 점령되었다. 1605년 세르반테스가 돈 키호테를 쓴 이후 라만차는 돈 키호테의 고향으로 널리 알려지게 되었다.
1785년 호세 모니노는 쿠엥카, 과달라하라, 마드리드, 라만차, 톨레도를 하나의 자치체로 묶으면서, 알바세테, 친칠라, 알만사, 헬린, 그리고 이에스테를 무르시아로 편입시켰다. 1883년에는 하비에르 데 부르고스가 다시 자치 지방간의 경계를 조정하여 라만차 지방의 대부분 지역은 키우다드 레알 지방으로 편입되고, 나머지는 쿠엥카 주로 편입하였으며, 톨레도와 알바세테는 새롭게 주로 승격시켰다. 1924년 "코무니다드 만체가"로 알려진 개혁을 통해 라만차는 다시 자치 지방이 되었지만, 1978년까지 알바세테는 무르시아에 속해있었다.
현재의 카스티야라만차 차지 지방의 경계는 1978년 11월 15일 스페인 중앙 정부의 자치 지방 구획 변경에 의해 설정된 것이다. 지금의 이름은 옛 카스티야 왕국의 영토를 구 카스티야와 신 카스티야(카스티야 누에바)로 나누어 부르던 역사전 전통과 오랫동안 고유한 지역으로 인식되어 온 라만차에서 따온 것이다. 1982년 8월 10일 카스티야라만차 지방 자치 정부가 정식으로 출범하였다.

## 행정 구역

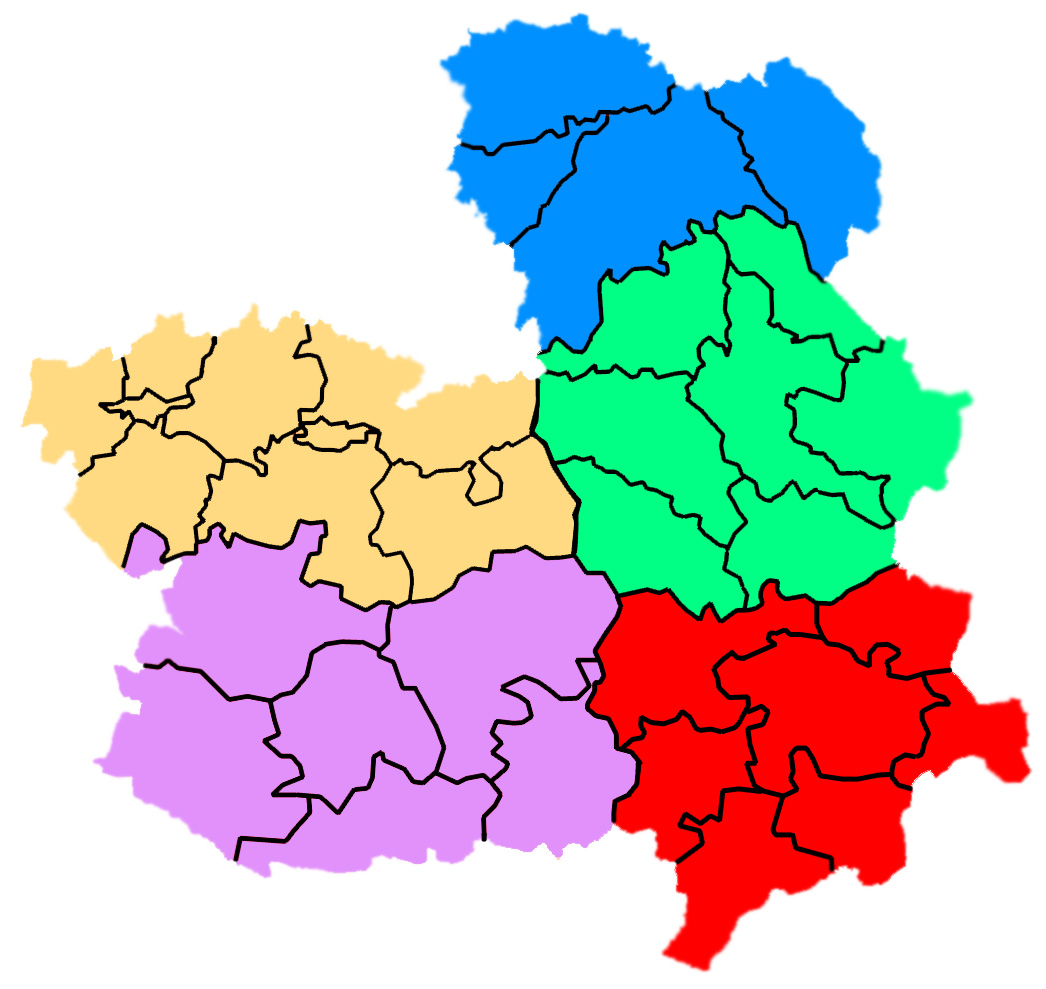
카스티야라만차주의 도
적색 - 알바세테
보라색 - 시우다드레알
황색 - 톨레도
녹색 - 쿠엥카
청색 - 과달라하라

카스티야라만차는 5개의 도로 이루어져 있으며 각 도의 이름은 그 도의 중심 도시 이름과 같다.
- 알바세테도 (Albacete)
- 시우다드레알도 (Ciudad Real)
- 쿠엥카도 (Cuenca)
- 과달라하라도 (Guadalajara)
- 톨레도도 (Toledo)

스페인 통계청의 공식 기록에 따르면 카스티야라만차 지방의 지방자치체는 모두 919개로 스페인 전체의 11.3%를 차지한다. 이 가운데 496 곳의 자치체의 인구는 500명 이하이고, 501명 이상 2,000명 이하의 자치체가 231 곳, 2,000 ~ 10,000 명인 곳은 157 곳, 그리고 1만명 이상인 곳은 35곳이다.
북부의 자치체는 크기도 작고 인구도 적으며, 남부 지역은 비교적 크고 인고도 많다. 이러한 지역 구분은 레콘키스타가 진행된 결과와 밀접한 관계가 있다.
스페인의 자치 주는 독립적인 경찰과 법원을 가질 수 있지만, 카스티야라만차 지방의 자치 주에는 경찰과 법원이 없고, 주요 자치 기구로 행정, 경제 및 관광과 관련된 기관들이 있다. 그 이외의 자치 업무는 역사적으로 지방 정부가 맡아왔다.
|  |  |  |

## 상징

카스티야라만차주의 문장

1982년 8월 10일 행정 구역 법률에 따라 깃발이 결정되었고, 문장은 1983년 6월 30일부터 사용되었다.
깃발 도안은 7개의 시안 가운데 문장학자인 라몬 호세 말도나도의 디자인이 채택되었고, 문장은 깃발의 디자인을 바탕으로 제작되었다.
카스티야라만차의 문장은 법원, 의회와 같은 공공기관과 카스티야라만차 대학교에서 사용되고 있다.

### 노래
카스티야라만차 지방의 공식적인 찬가는 없으나, 주민들은 칸시옹 델 셈브라도르(Canción del Sembrador, 씨 뿌리는 사람의 노래), 라 로사 델 아자프란(La rosa del azafrán, 사프란 꽃), 칸토 아 라만차(Canto a la Mancha, 라만차의 노래) 등을 카스티야라만차 지방의 노래로 여긴다.

## 정치
스페인 지방 자치법 제 8조에 따라 지방 자치 정부와 지방 자치 법원이 있다.

### 법원
카스티야라만차 법원은 비밀 보통 선거를 통해 선출된 대표가 국민 주권을 대리한다. 선거구는 카스티야라만차 지방에 속한 각 주로 2009년 현재 주마다 할당된 인원은 알바세테 10 명, 시우다드 레알 11 명, 쿠엥카 8 명, 과달라하라 8 명, 톨레도 12 명이다. 임기는 4년으로 임기가 끝나는 5월 넷째주 일요일에 선거를 치른다. 2007년 스페인 지방자치 선거 결과 스페인 사회노동당(PSOE)가 26 석, 국민당(PP)이 21 석을 얻었다.

### 의회와 정부
프랑코 정권의 군부 독재가 끝나고 1978년 새로 만들어진 스페인 헌법에 따라 지방 의회는 법률이 정한 자치 권한을 갖는다. 4년 임기로 선출된 의원들은 자체 선거를 통해 훈타(Junta)로 불리는 주 정부를 구성한다. 지방 정부와 의회를 대표하는 프레지덴테 데 라 훈타 데 코뮤니다데스 데 카스티야 라 만차(Presidente de la Junta de Comunidades de Castilla-La Mancha, 카스티야라만차 지방정부 대표)는 톨레도에 사무실을 두고 있다. 2011년 새롭게 선출된 지방정부 대표는 국민당 소속의 마리아 돌로레스 데 코스페달이다.

## 지리

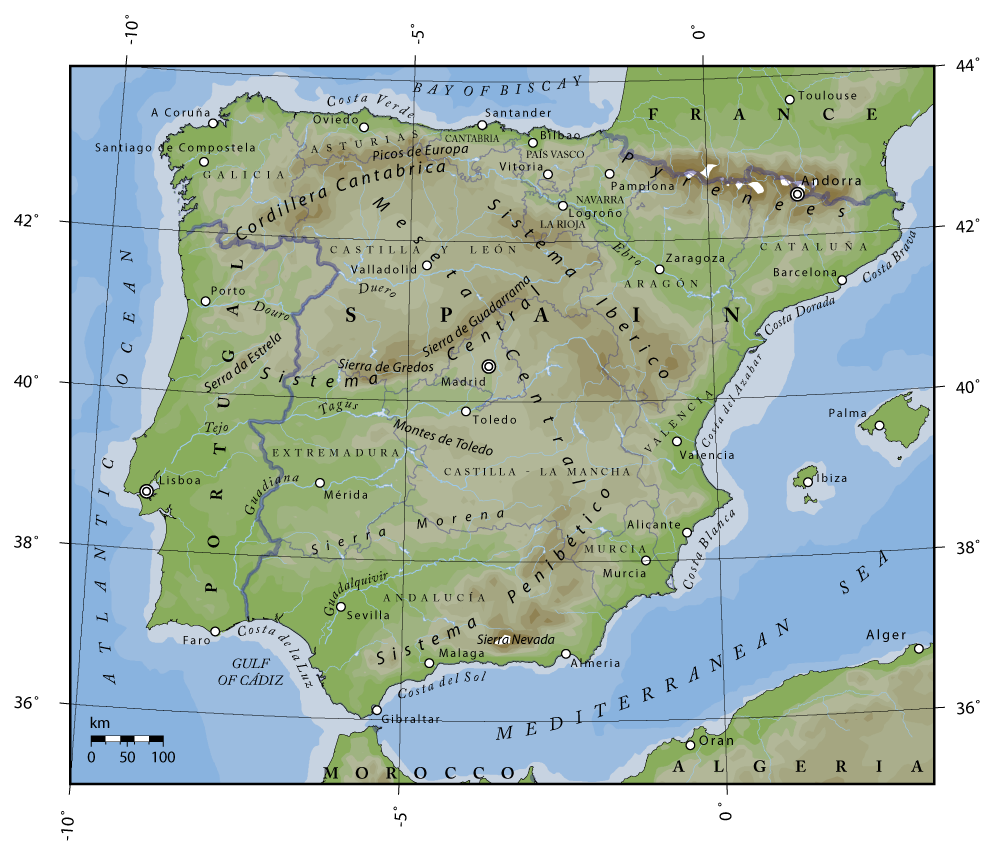
스페인의 지형과 지방

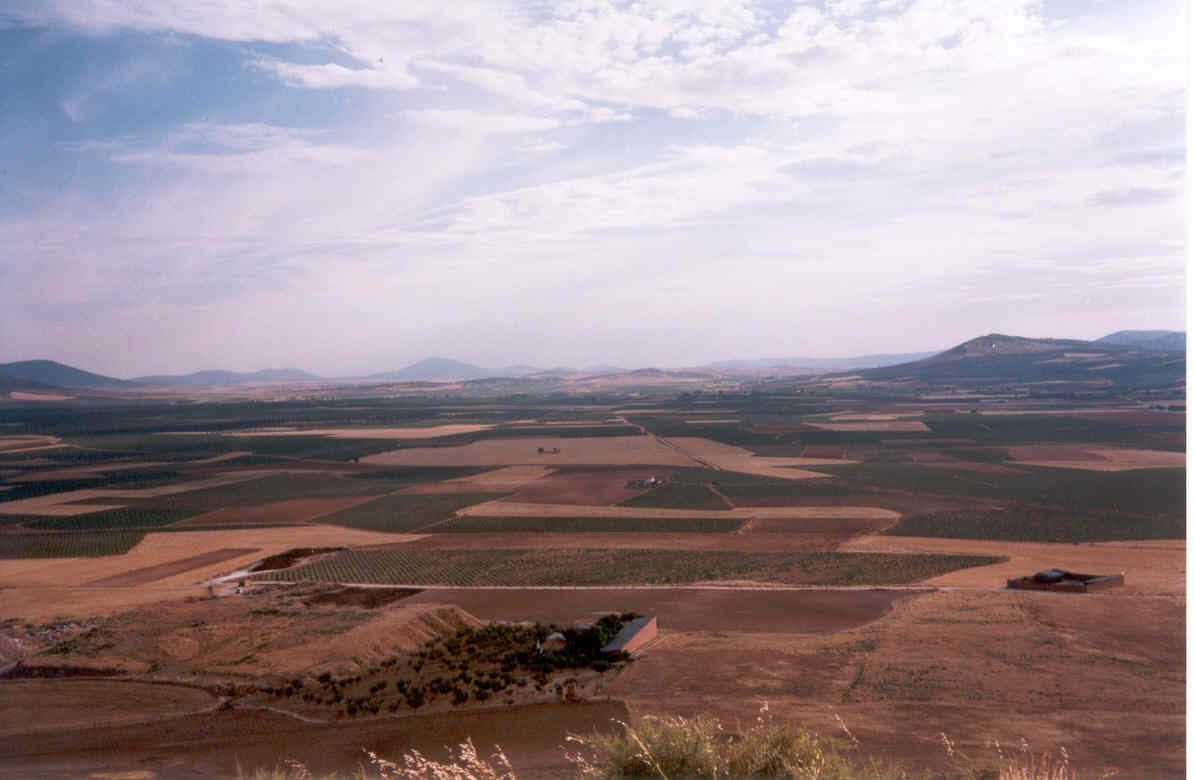
톨레도 주의 고원 지대

카스티야라만차 지방은 이베리아반도의 중앙 대부분을 차지하고 있는 내륙 고원 지대 가운데 남부 고원 지대에 위치하고 있다. 시스테마 센트랄 산맥(Sistema Central, 중앙 산맥)을 기준으로 북부 고원 지대는 카스티야 이 레온 지방이다. 카스티야라만차의 남서부는 시에라 모레나 산맥를 두고 안달루시아 지방과 맞닿아 있고, 동쪽으로는 시스테마 이베리코 산맥을 사이에 두고 아라곤 지방과 접하고 있으며, 동부 저지대에 발렌시아 지방이 있다.
카스티야라만차 지방의 면적은 79,463 km2 로 스페인 전체 면적의 15.7 %에 달한다. 카스티야 이 레온 지방, 안달루시아 지방에 이어 세 번째로 큰 자치 지방이다.

## 인구
| 연도        | 인구      | ±%     |
| ----------- | --------- | ------ |
| 1857        | 1,203,248 | —      |
| 1887        | 1,325,744 | +10.2% |
| 1900        | 1,394,670 | +5.2%  |
| 1910        | 1,550,093 | +11.1% |
| 1920        | 1,674,207 | +8.0%  |
| 1930        | 1,849,999 | +10.5% |
| 1940        | 1,921,849 | +3.9%  |
| 1950        | 2,030,598 | +5.7%  |
| 1960        | 2,015,262 | −0.8%  |
| 1970        | 1,732,696 | −14.0% |
| 1981        | 1,648,634 | −4.9%  |
| 1991        | 1,658,446 | +0.6%  |
| 2001        | 1,760,516 | +6.2%  |
| 2011        | 2,106,331 | +19.6% |
| 2017        | 2,040,379 | −3.1%  |
| Source: INE |           |        |